# Le Muretain Agglo

Carte des différents groupements de communes de l’unité urbaine de Toulouse

La communauté d'agglomération du Muretain Agglo est une intercommunalité française située dans le département de la Haute-Garonne et la région Occitanie. Elle compte 129 300 habitants en 2022.

## Historique
Le 1er janvier 2004, la communauté de communes du Muretain est transformée en communauté d’agglomération. Le 1er janvier 2014, Le Fauga et Fonsorbes intègrent la communauté d’agglomération.
Le 1er janvier 2017, les communes des communautés de communes d'Axe Sud (4 communes) et des Coteaux du Savès et de l'Aussonnelle (6 communes) fusionnent avec la communauté d’agglomération du Muretain.

### Identité visuelle

Ancien logo de la communauté d'agglomération du Muretain de 2004 à décembre 2015
Logo du Muretain Agglo depuis décembre 2015

## Territoire communautaire

### Composition
La communauté d'agglomération est composée des 26 communes suivantes :

| Nom                      | Code Insee | Gentilé          | Superficie (km2) | Population (dernière pop. légale) | Densité (hab./km2) |
| ------------------------ | ---------- | ---------------- | ---------------- | --------------------------------- | ------------------ |
| Muret (siège)            | 31395      | Muretains        | 57,84            | 25 653 (2022)                     | 444                |
| Bonrepos-sur-Aussonnelle | 31075      | Bonreposiens     | 10,17            | 1 247 (2022)                      | 123                |
| Bragayrac                | 31087      | Bragayracais     | 8,25             | 315 (2022)                        | 38                 |
| Eaunes                   | 31165      | Eaunois          | 14,95            | 6 525 (2022)                      | 436                |
| Empeaux                  | 31166      | Empeusiens       | 4,56             | 305 (2022)                        | 67                 |
| Le Fauga                 | 31181      | Faugatiens       | 8,92             | 2 509 (2022)                      | 281                |
| Fonsorbes                | 31187      | Fonsorbais       | 19,03            | 13 048 (2022)                     | 686                |
| Frouzins                 | 31203      | Frouzinois       | 7,91             | 9 808 (2022)                      | 1 240              |
| Labarthe-sur-Lèze        | 31248      | Labarthais       | 10,43            | 6 467 (2022)                      | 620                |
| Labastidette             | 31253      | Labastidettois   | 6,27             | 2 946 (2022)                      | 470                |
| Lamasquère               | 31269      | Lamasquérois     | 6,11             | 1 655 (2022)                      | 271                |
| Lavernose-Lacasse        | 31287      | Lavernosiens     | 17,83            | 3 665 (2022)                      | 206                |
| Pins-Justaret            | 31421      | Pins-Justarétois | 4,51             | 4 377 (2022)                      | 971                |
| Pinsaguel                | 31420      | Pinsaguelois     | 5,2              | 2 779 (2022)                      | 534                |
| Portet-sur-Garonne       | 31433      | Portésiens       | 16,19            | 9 798 (2022)                      | 605                |
| Roques                   | 31458      | Roquois          | 9,3              | 5 295 (2022)                      | 569                |
| Roquettes                | 31460      | Roquettois       | 3,36             | 4 292 (2022)                      | 1 277              |
| Sabonnères               | 31464      | Sabonnériens     | 12,3             | 333 (2022)                        | 27                 |
| Saiguède                 | 31466      | Saiguédiens      | 11,86            | 798 (2022)                        | 67                 |
| Saint-Clar-de-Rivière    | 31475      | Saint-Clarais    | 10,07            | 1 664 (2022)                      | 165                |
| Saint-Hilaire            | 31486      | Saint-Hilairiens | 6,33             | 1 726 (2022)                      | 273                |
| Saint-Lys                | 31499      | Saint-Lysiens    | 21,3             | 9 776 (2022)                      | 459                |
| Saint-Thomas             | 31518      | Saint-Thomasains | 14,01            | 614 (2022)                        | 44                 |
| Saubens                  | 31533      | Saubenois        | 5,99             | 2 351 (2022)                      | 392                |
| Seysses                  | 31547      | Seyssois         | 25,26            | 10 167 (2022)                     | 402                |
| Villate                  | 31580      | Villatois        | 1,82             | 1 187 (2022)                      | 652                |

### Démographie
| 1968   | 1975   | 1982   | 1990   | 1999   | 2006    | 2011    | 2016    | 2022    |
| ------ | ------ | ------ | ------ | ------ | ------- | ------- | ------- | ------- |
| 33 742 | 44 389 | 56 855 | 70 435 | 85 111 | 102 411 | 111 607 | 119 336 | 129 300 |

## Administration

### Siège
Le siège de la communauté d'agglomération est situé à Muret, 8 bis Avenue du Président Vincent Auriol.

### Les élus
Le conseil communautaire de la communauté d'agglomération se compose de 59 conseillers, représentant chacune des communes membres et élus pour une durée de six ans.
Ils sont répartis comme suit :
| Nombre de conseillers | Communes                                            |
| --------------------- | --------------------------------------------------- |
| 12                    | Muret                                               |
| 5                     | Fonsorbes                                           |
| 4                     | Frouzins, Portet-sur-Garonne, Saint-Lys, Seysses    |
| 3                     | Eaunes                                              |
| 2                     | Labarthe-sur-Lèze, Pins-Justaret, Roques, Roquettes |
| 1 (+1 suppléant)      | les 15 autres communes                              |

### Présidence
| Période                                  | Période  | Identité        | Étiquette | Qualité                  |
| ---------------------------------------- | -------- | --------------- | --------- | ------------------------ |
| Les données manquantes sont à compléter. |          |                 |           |                          |
| 2008                                     | En cours | André Mandement | PS        | Maire de Muret (2008 → ) |

### Compétences
- Développement économique
- Voirie - aménagement de l'espace public
- Politique de la ville
- Équilibre social de l'habitat
- Environnement
- Piscines
- Services à l'enfance
- Services à la population
- Restauration scolaire
- Cadastre communautaire
- Fourrière intercommunale

### Régime fiscal et budget
Le régime fiscal de la communauté d'agglomération est la fiscalité professionnelle unique (FPU).